# درد بی‌خویشتنی
درد بی‌خویشتنی: بررسی مفهوم الیناسیون در فلسفه غرب کتابی است از نجف دریابندری.

## نسخهٔ انگلیسی
دریابندری در سال‌های اقامت در امریکا این کتاب را به انگلیسی درآورد، ولی این ترجمه منتشر نشده است.